# 向腊玉
向腊玉（1943年—），女，湖北黄梅人，中华人民共和国工人、政治人物，曾任九江市总工会主席，中共九江市委副书记，第四、五、六届全国人大代表。